# Edward Killy
Edward Killy, né le 26 janvier 1903 dans le Connecticut et mort le 2 juin 1981 dans le Comté d'Orange en Californie, est un réalisateur américain et un producteur de cinéma et de télévision.
Au cours de ses 30 ans de carrière, il a travaillé sur plus de 75 films et émissions de télévision.

## Biographie
Killy est né le 26 janvier 1903 dans le Connecticut. Il est entré dans l'industrie cinématographique en tant qu'assistant-réalisateur chez RKO Pictures, son premier film étant la comédie musicale de 1931, Caught Plastered, réalisé par William Seiter et mettant en vedette Bert Wheeler et Robert Woolsey. Durant les cinq années suivantes, il a collaboré sur une douzaine de films dont certains sont remarquables. EN 1932, il était l'un des deux assistants de George Cukor sur le film What Price Hollywood? avec Constance Bennett et Lowell Sherman. En 1933, il était l'assistant de Dorothy Arzner pour le film La Phalène d'argent avec Katharine Hepburn dans son premier rôle. Il a par la suite travaillé avec Hepburn sur deux autres films en 1933 Morning Glory, et Les Quatre Filles du docteur March. Cette année là, il a de nouveau assisté Seiter sur une autre comédie de Wheeler & Woolsey, Diplomaniacs, et a également été l'un des trois assistants de Thornton Freeland pour la comédie musicale Carioca avec la première apparition de Fred Astaire et Ginger Rogers. L'année suivante, Killy a assisté Philip Moeller sur le film dramatique Le Temps de l'innocence, la première version parlante du roman avec Irene Dunne et John Boles. Il travaillera de nouveau avec Hepburn, comme assistant de Richard Wallace sur The Little Minister. C'est durant le tournage de ce film que Killy a eu un pic de notoriété devenant un des assistants réalisateurs préférés. Alors qu'Hepburn refusait de prendre sa place sur le plateau, il lui aurait dit « Montez sur le plateau avant d'être renvoyé à New York pour faire un autre Lake ».
En 1935 Killy sera intégré au groupe de jeunes réalisateurs créé par RKO. Son premier film Freckles a été co-réalisé avec William Hamilton en 1935, il était basé sur un roman de 1904 du même nom. Les deux ont par la suite collaboré de nouveau sur Seven Keys to Baldpate avec Gene Raymond et Margaret Callahan. Ils vont ensuite réaliser deux autres films avant que Killy ne réalise son premier film en tant qu'unique réalisateur en 1936 avec Second Wife avec Gertrude Michael et Walter Abel. Durant les dix années suivantes, il dirigera 20 autres films, la plupart étant des westerns, et deviendra le réalisateur des westerns de Tim Holt.
Parmi les collaborations mémorables entre Killy et Holt The Fargo Kid (en) (1940), Wagon Train (1940), Along the Rio Grande (en) (1941), and Land of the Open Range (1942),,,. Au milieu des années 1940, un jeune acteur, Robert Mitchum a signé un contrat de sept ans avec RKO, avec l'intention de faire des westerns basés sur les livres de Zane Grey. Killy was assigned the first of these films, 1944's Nevada (en)[style à revoir]. Il a également dirigé Mitchum dans d'autres adaptations de Grey en 1945 West of the Pecos qui fut aussi le dernier film de Killy en tant que réalisateur.
Même après être devenu réalisateur et producteur, Killy fût l'un des seuls à continuer en tant qu'assistant réalisateur. Comme assistant, il a travaillé dans de nombreux films comme : Roberta réalisé par Seiter, et avec Irene Dunne, Fred Astaire, Ginger Rogers, et Randolph Scott; Encore avec Hepburn dans Cœurs brisés (1935), sous la direction de George Stevens; le classique film de guerre Gunga Din, dirigé également par Stevens, et avec Cary Grant, Victor McLaglen, et Douglas Fairbanks Jr.; Quasimodo (1939), avec pour réalisateur William Dieterle, et comme acteurs Charles Laughton dans le rôle de Quasimodo et Maureen O'Hara dans le rôle Esmeralda; Primrose Path de Gregory La Cava avec Ginger Rogers et Joel McCrea ; Bombardier (1943), réalisé par Richard Wallace, avec Pat O'Brien et Randolph Scott; La comédie romantique Bride by Mistake réalisée en 1944 par Wallace, avec Alan Marshal et Laraine Day; Suzanne découche (1954), une comédie romantique réalisée par Frank Tashlin avec Debbie Reynolds et Dick Powell dans son dernier rôle; et Le Conquérant produit par Howard Hughes et réalisé par Dick Powell, avec John Wayne.
De la fin des années 1940, jusqu'au années 1950, Killy a occasionnellement travaillé comme directeur de production sur des films tels que : Ciel rouge, Ça commence à Vera Cruz, Un si doux visage, Les espions s'amusent, et All Mine to Give.
Killy s'est marié avec Pauline Watkins et restera marié jusqu'à sa mort en 1981. Ensemble, ils ont adopté leur fille Audrey K. Killy dans les années 1930. Killy est mort le 2 juin 1981 à Orange County en Californie.

## Filmographie

### Réalisateur
- 1935 : Seven Keys to Baldpate
- 1935 : L'Enfant de la forêt (Freckles)
- 1936 : The Big Game
- 1936 : Murder on a Bridle Path
- 1936 : Bunker Bean
- 1936 : Second Wife
- 1936 : Wanted! Jane Turner
- 1937 : Criminal Lawyer
- 1937 : Saturday's Heroes
- 1937 : Quick Money
- 1937 : Mon oncle gangster (en) (The Big Shot)
- 1937 : Crime en haute mer
- 1940 : The Fargo Kid
- 1940 : Wagon Train (en)
- 1940 : Stage to Chino
- 1941 : Along the Rio Grande
- 1941 : The Bandit Trail
- 1941 : Come on Danger
- 1941 : Cyclone on Horseback
- 1941 : Robbers of the Range
- 1942 : Land of the Open Range
- 1942 : Riding the Wind
- 1944 : Nevada (en)
- 1945 : Escape in the desert
- 1945 : West of the Pecos

### Assistant producteur
- 1947 : Sinbad le marin
- 1947 : Taïkoun

### Production manager
- 1948 : Ciel rouge
- 1949 : Adventure in Baltimore
- 1949 : Ça commence à Vera Cruz
- 1950 : Stromboli
- 1953 : Androclès et le Lion

### Assistant réalisateur
- 1931 : Caught Plastered
- 1931 : Too many Cooks
- 1932 : What Price Hollywood?
- 1933 : Diplomaniacs
- 1933 : Bed of Roses
- 1933 : Emergency Call
- 1933 : Christopher Strong
- 1933 : Gloire éphémère (Morning Glory) de Lowell Sherman
- 1933 : Les Quatre Filles du docteur March
- 1933 : Carioca
- 1934 : Filles d'Amérique
- 1934 : Sing and Like It
- 1934 : Le Petit Ministre (The Little Minister)
- 1934 : Down to Their Last Yacht
- 1934 : Hips, Hips, Hooray!
- 1934 : Le Temps de l'innocence
- 1935 : Cœurs brisés
- 1935 : Désirs secrets
- 1935 : Roberta
- 1939 : La Fille de la Cinquième Avenue
- 1939 : Mademoiselle et son bébé
- 1939 : Quasimodo
- 1939 : Gunga Din
- 1939 : The Flying Irishman
- 1940 : Primrose Path
- 1940 : Triple Justice
- 1942 : The Navy Comes Through
- 1942 : The Tuttles of Tahiti
- 1943 : The Iron Major
- 1943 : Bombardier
- 1944 : Marine Raiders (en)
- 1944 : Bride by Mistake
- 1949 : Nous avons gagné ce soir
- 1952 : The Lusty Men
- 1954 : Suzanne découche
- 1955 : The Girl Rush
- 1956 : Le Conquérant
- 1956 : Run for the Sun
- 1957 : Gunsight Ridge

### Unit manager
- 1953 : Un si doux visage
- 1954 : Belle mais dangereuse
- 1954 : Dangerous Mission
- 1956 : Tension à Rock City
- 1957 : Les espions s'amusent
- 1958 : All Mine to Give